# Portalfeuerwehr
Als Portalfeuerwehr wird eine Feuerwehr bezeichnet, in deren Schutzgebiet ein Verkehrstunnel liegt. Solche Feuerwehren sind besonders für Brände und Unfälle in Straßen- oder Bahntunnels ausgerüstet und ausgebildet.
Die Bezeichnung Portal bezieht sich auf den Eingang eines Tunnels.

## Ausrüstung

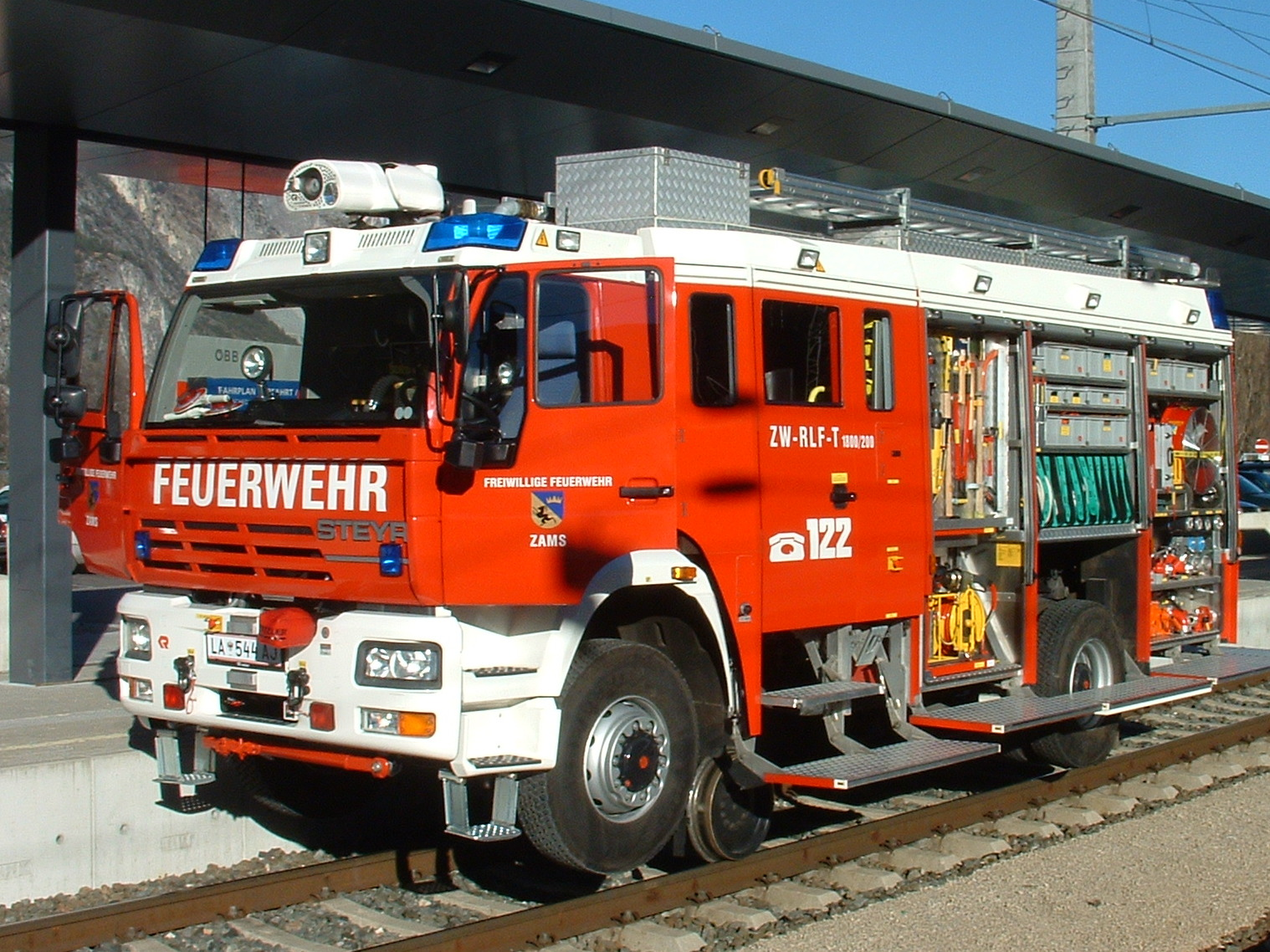
Zweiwegefahrzeug der FF Zams

Die Einsatzzeit herkömmlicher Atemschutzgeräten beträgt nur ungefähr 30 bis 40 Minuten, während mit speziellen Langzeitatemgeräten (so genannte Sauerstoff-Kreislaufgeräte kurz: SKG) längere Einsatzzeiten bewältigt werden können. Diese sind aufgrund einer langen Anfahrt in den Tunnel und aufgrund der langen Brandbekämpfung notwendig. Mit diesen Regenerationsgeräten können Atemzeiten von etwa vier Stunden erreicht werden. Außerdem besitzen solche Feuerwehren, die oft im alpenländischen Gebiet anzutreffen sind, spezielle Tanklöschfahrzeuge mit Bergeausrüstung und Wärmebildkameras zur Ortung von Personen im dichten Rauch.
Bei Portalfeuerwehren, in deren Einsatzbereich Eisenbahntunnels fallen, müssen die Fahrzeuge als Zweiwegefahrzeug ausgelegt sein, sodass sie entweder selbst auf den Bahngeleisen fahren können oder auf spezielle Notfallzüge verlastet werden können.
Das Modernste zur Brandbekämpfung sind unbemannte Löschpanzer, die ferngesteuert werden. Sie ziehen meist eine Schlauchleitung hinter sich her. Ein Beispiel für ein unbemanntes Fahrzeug wäre der LUF 60 des österreichischen Herstellers Rechner. Das Löschunterstützungsfahrzeug (LUF) besteht aus einem panzerartigen Fahrgestell eines kleinen Baggers und einer Schneekanone, die pro Minute bis zu 500 Liter in einen feinen Wassernebel verwandelt. Dieser Wassernebel wird bis zu 80 Meter weit zum schwer zugänglichen Brandherd geschossen. Einsatzorte sind neben Tunnel auch Tiefgaragen, U-Bahn-Schächte, aber auch Industrieanlagen und Großbrände.